# كانون 1 دي مارك 3
كانون 1 دي مارك 3 (بالإنجليزية: Canon EOS-1D Mark III)‏ هي كاميرا احترافية 10.1 ميجا بيكسل من إنتاج شركة كانون وقد طرحت في السوق في فبراير 2007م.

## مرجع
1. ↑  "EOS-1D Mark III - Canon Camera Museum". global.canon. مؤرشف من الأصل في 2022-04-25. اطلع عليه بتاريخ 2022-12-01.